# Potoan Laok
Potoan Laok is een bestuurslaag in het regentschap Pamekasan van de provincie Oost-Java, Indonesië. Potoan Laok telt 3367 inwoners (volkstelling 2010).